# Elecciones presidenciales de Azerbaiyán de 1992
Elecciones presidenciales se celebraron en Azerbaiyán el 7 de junio de 1992, siendo la primera en no llevarse a cabo bajo control comunista. Cinco candidatos buscaron la elección para un período de cinco años. La elección contó con el uso sin precedentes de la televisión, los carteles y otros medios por parte de múltiples candidatos para comunicar plataformas y solicitar votos.
Los candidatos incluyeron al líder del Frente Popular de Azerbaiyán Abulfaz Elchibey, el expresidente del parlamento Yaqub Mamedov, el líder del Movimiento por las Reformas Democráticas y Ministro de Justicia Ilyas Ismayilov, el líder del Grupo Democrático Nacional Rafig Abdullayev y el candidato de la Unión de Inteligencia Democrática Nizami Suleymanov. Otros dos candidatos se retiraron de la carrera presidencial durante la campaña. Para registrarse, cada candidato tenía que reunir al menos 20,000 firmas y presentarlas a la Comisión Electoral Central. El gobierno acordó permitir que los observadores internacionales supervisaran las elecciones.
La elección de Elchibey como presidente marcó una ruptura en el dominio del Partido Comunista sobre la política azerbaiyana. Recibió el 60.9% de más de tres millones de votos emitidos. El subcampeón, Suleimanov, obtuvo sorpresivamente el 34% de los votos al prometer a los azerbaiyanos la riqueza instantánea y la victoria en Nagorno-Karabakh. Ningún otro candidato obtuvo más del cinco por ciento de los votos.
Elchibey había sido estudiante de Filología Árabe, traductor e instructor universitario. En 1975, la KGB lo encarceló durante dos años por actividades antisoviéticas. En un discurso posterior a la elección, anunció una fase de estabilización basada en la transferencia de poder a su facción democrática. Cuando esa fase finalizase en 1993, se implementarían reformas constitucionales, económicas y culturales, de acuerdo con el plan trazado. Sus principales prioridades de política interna, la creación de un ejército nacional y una moneda nacional respaldada por reservas de oro, fueron vistas como elementos necesarios para la soberanía nacional. A pesar de las intenciones del nuevo presidente, la Guerra de Nagorno Karabaj dominó la política, y Elchibey y su partido perdieron constantemente la influencia y el atractivo popular debido a las continuas pérdidas militares, el empeoramiento de la economía, el estancamiento político y la corrupción gubernamental.

## Resultados
| Candidato             | Partido                                                    | Votos     | %    |
| --------------------- | ---------------------------------------------------------- | --------- | ---- |
| Abulfaz Elchibey      | Partido del Frente Popular de Azerbaiyán                   | 1,829,448 | 60.9 |
| Nizami Suleymanov     | Unión Democrática de la Intelligentsia de Azerbaiyán       | 1,017,217 | 33.8 |
| Yaqub Mamedov         | Independiente                                              | 51,144    | 1.7  |
| Ilyas Ismayilov       | Movimiento Social por la Reforma Democrática en Azerbaiyán | 20,216    | 0.7  |
| Rafig Abdullayev      | Partido de la República Popular                            | 15,646    | 0.5  |
| Contra todos          | Contra todos                                               | 72,099    | 2.4  |
| Votos nulos/en blanco | Votos nulos/en blanco                                      | 90,707    | –    |
| Total                 | Total                                                      | 3,078,384 | 100  |
| Fuente: Nohlen et al. |                                                            |           |      |